# Охтирський Матвій Никифорович
Охтирський Матвій Никифорович (?-1942) повстанський отаман, учасник Громадянської війни 1917—1922 року, учасник Радянсько-Німецької війни 1941—1942.

## Життєпис

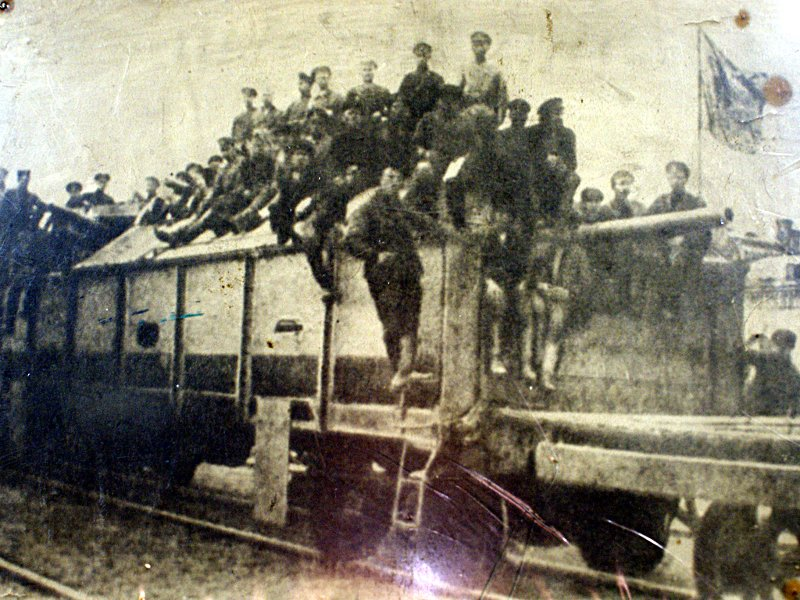
Бронепотяг № 79

Народився в кінці дев'ятнадцятого століття в селянській родині в селі Галицинівка, Голиціновской волості, Бахмутського повіту. Був одружений з Акелиною, мав двох синів, займався сільським господарством.
М. Н. Охтирський організував першу Раду робочих і селянських депутатів Галицинівки.
Після приходу Австро-Німецьких сил в Донбас 1918 році він в рідному селі в липні організовує повстанський загін. Загін базувався в лісі біля села Мемрик. Він взяв під захист селян довколишніх сіл. Німецька влада заочно засудили Охтирського до смертної кари, але  виконати  вирок не могли. Загін був, не уловимим.
Під час антигетьманського повстання в рідному селі він очолив повстання . У грудні 1918 року вів бої проти Добровольчої армії у Карлівці і Галициніці, відбив у білих Бронепотяг № 79 на якому пройшов по лінії Синельникове — Чаплине — Гришине — Авдіївка — Юзівка — Красногорівка. Загін підтримував тісний зв'язок з Гришинським ревкомом, отримував від нього зброю.
На початку січня 1919 загін Матвія розбив білокозаків в маєтку Піски, біля Юзівки, а в середині січня 1919 року зав'язав бій за звільнення Галицинівки, де білогвардійці розігнали коператив, вчинили розправу над місцевими жителями, підірвали будинок Охтирського, вбили його батька, матір, двох синів. Партизанський удар був стрімкий, повстанці захопили 60 полонених. 32 коні, зброю, патрони. Білі в паніці бігли. У лютому 1919 року загін Охтирського звільнив Гродівку, хутір Марченки. За цей час чисельність його загону зросла до 500 осіб.
Разом з чоловіком в його загоні знаходилася дружина Акелина яка постачала загону харчами, була санітаркою.
Для зміцнення єдиного фронту боротьби проти Добровольчої армії повстанський загін Охтирського влився в бойове з'єднання Червоної армії, в 9-ю стрілецьку дивізію 13 армії.
З початком радянсько Німецькій війни очолив партизанський загін загинув в 1942 році під Ростовом на Дону.

## Пам'ять
На станції Рутченково є меморіальна дошка з написом такого змісту: «Тут на залізничній колії Гострий — Рутченково — Доля діяв проти білогвардійців червоний бронепоїзд юзівських робочих під командуванням Матвія Охтирського».